# Madison (Virginie-Occidentale)
Pour les articles homonymes, voir Madison.
La ville de Madison est le siège du comté de Boone, situé dans l’État de Virginie-Occidentale, aux États-Unis. Sa population s’élevait à 3 076 habitants lors du recensement de 2010, estimée à 2 758 habitants en 2018.

## Histoire
Boone Court House (littéralement « cour de justice de Boone ») est incendiée par les Unionistes durant la guerre de Sécession. Le siège du comté de Boone est par la suite reconstruit et prend le nom de Madison, probablement en l’honneur de James Madison. Madison est incorporée en tant que city en 1906.